# يوحنا 1: 1
يوحنا 1:1 هي أول آية في الإصحاح الافتتاحي لإنجيل يوحنا في العهد الجديد من الكتاب المقدس المسيحي. تنص الترجمة التقليدية ووالمنتشرة في أغلب الترجمات لهذه الآية على ما يلي:
في البدء كان الكلمة، والكلمة كان عند الله، وكان الكلمة الله.
كانت الآية مصدر الكثير من الجدل بين علماء الكتاب المقدس والمترجمين.

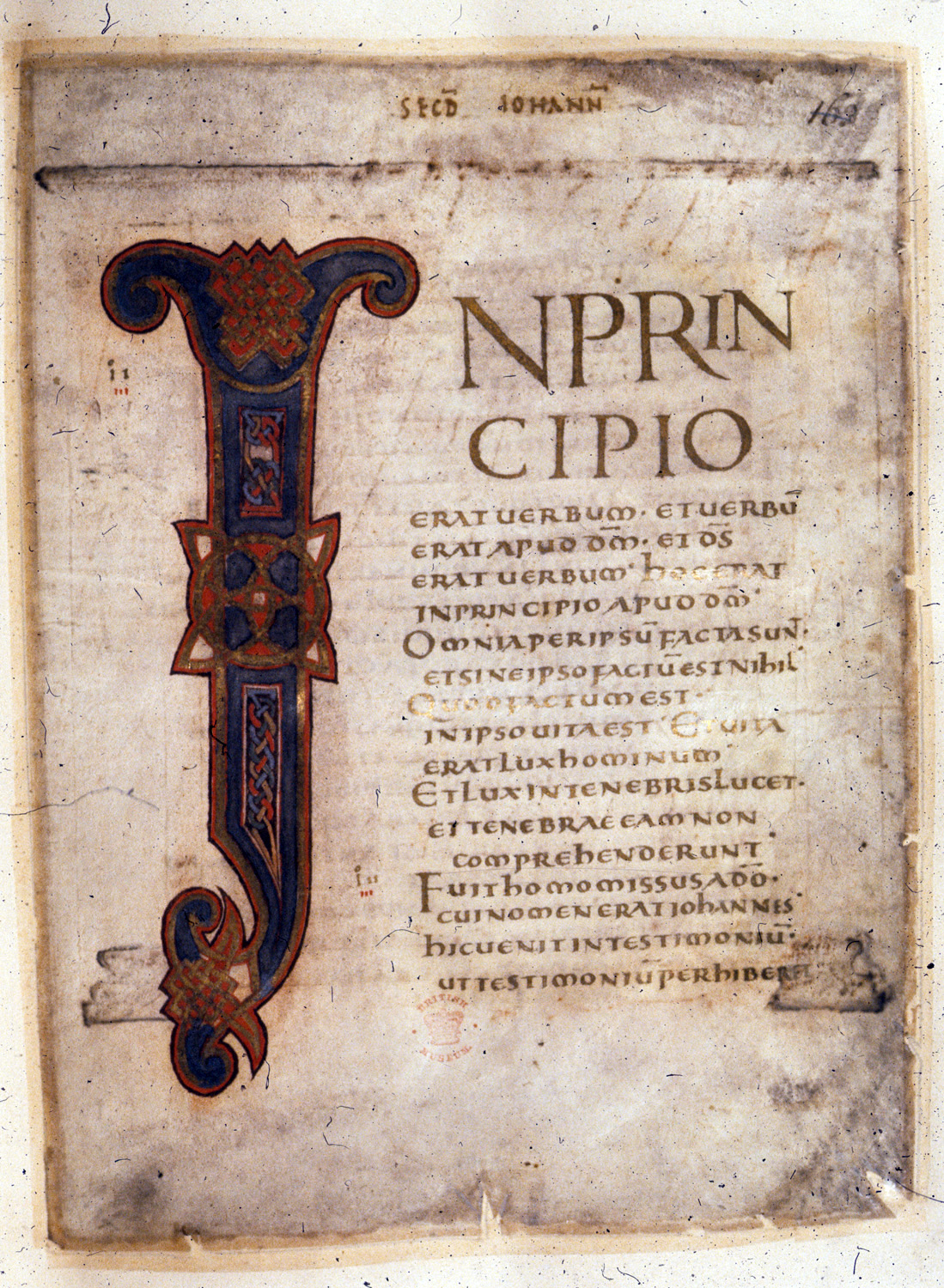
الصفحة الأول من إنجيل يوحنا في مخطوطة «أناجيل التتويج» (القرن العاشر).

تُفسَّر "الكلمة"، وهي ترجمة للكلمة اليونانية λόγος (لوغوس)، على نطاق واسع على أنها تشير إلى يسوع، كما هو موضح في آيات أخرى لاحقًا في نفس الفصل. على سبيل المثال، " الكلمة صار جسداً وحل بيننا" (يوحنا 1:14 ؛ قارن 1:15، 17).
هذا ومفاهيم أخرى في أدب يوحنا مهد الطريق لكريستولوجيا اللوغوس حيث ربط المدافعون اللاهوتيون في القرنين الثاني والثالث "كلمة" يوحنا 1:1-5 بأدب الحكمة العبري وباللوغوس الإلهية للفلسفة اليونانية المعاصرة.
بناءً على يوحنا 1:1، روّج تِرتليان، في وقت مبكر من القرن الثالث، لإلهين حيث تكون الأقانيم متمايزة ولكن الجوهر غير مقسم. لكن تِرتليان رأى الكلمة على أنها أقل شأنًا من الناحية الوجودية لأنه "جزء من الكل" فقط.
في الفقرة الثالثة من يوحنا 1:1، اللوغوس معرفة بأداة التعريف، بينما ثيوس (إله) غير معرّفة. نَظّر أوريجانوس السكندري، وهو مدرس لقواعد النّحو في اللغة اليونانية في القرن الثالث، بأن يوحنا يستخدم أداة التعريف هذه عندما تشير كلمة ثيوس (إله) إلى "السبب غير المخلوق لكل الأشياء". لكن دُعي اللوغوس (الكلمة) بلفظ ثيوس (إله) بدون أداة التعريف، لأنه يشارك في ألوهية الآب بسبب "وجوده مع الآب".
يتعلق الخلاف الرئيسي فيما يتعلق بهذه الآية بقول يوحنا 1:1 ("الكلمة كان الله"). أقلية من الترجمات تترجمها "الكلمة كان إلهيًا". يعتمد هذا على المنطق القائل بأن البنية النحوية للغة الآية اليونانية لا تحدد الكلمة على أنها شخص الله، ولكنها تشير إلى معنى نوعي وصفي. والمقصود هنا هو أن الكلمة هي ذات طبيعة أو جوهر غير مخلوق مثل الله الآب. في هذه الحالة، قد تكون عبارة "كان الكلمة الله" مضللة لأنه في اللغة العربية العادية، "الله" هو اسم علم يشير إلى شخص الآب أو بشكل جماعي إلى الأشخاص الثلاثة المتحدين في الله الواحد.

فيما يتعلق يوحنا 1:1، كتب إرنست كادمان كولويل:

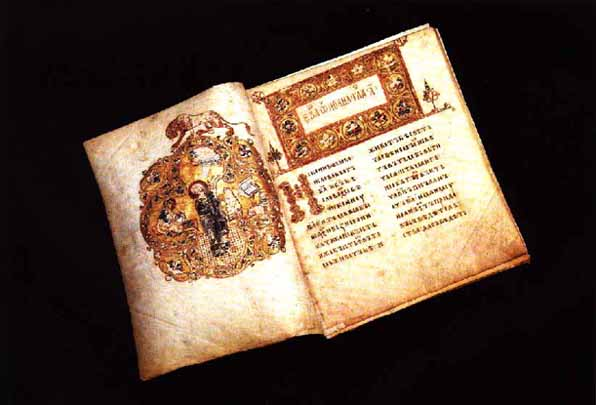
يوحنا 1:1 من إنجيل أوسترومير، مع صورة يوحنا الإنجيلية، 1056 أو 1057.

إن غياب أداة التعريف لا يجعل الخبر غير معرّف أو صفة نوعيّة عندما يسبق الفعل، فهو غير مُعرَّف في هذا الموضع فقط عندما يتطلبه السياق.
لذلك، يعتمد ما إذا كان الخبر (ثيوس)(إله) مُعرَّفًا أو غير معرّف أو صفة نوعيّة على السياق. وبالتالي، تثير أداة التعريف القلق من أن عدم اليقين فيما يتعلق بالقواعد النحويّة قد يؤدي إلى ترجمات تستند إلى مُعتقدات المترجم اللاهوتية. إن المعتقد اللاهوتي الشائع القائل بأن يسوع هو الله يؤدي بطبيعة الحال إلى ترجمة مماثلة. لكن المعتقد اللاهوتي الذي يكون فيه يسوع خاضعًا لله يقود إلى استنتاج مفاده أن "... إله" أو "... إلهيّ" هو التفسير الصحيح.

## النص المصدر والترجمات
| لغة                                        | نص يوحنا 1: 1                                                                                 |
| ------------------------------------------ | --------------------------------------------------------------------------------------------- |
| اليونانية العامة المختلطة                  | Ἐν ἀρχῇ ἦν ὁ λόγος, καὶ ὁ λόγος ἦν πρὸς τὸν θεόν, καὶ θεὸς ἦν ὁ λόγος.                        |
| التحويل الصوتي اليوناني                    | En arkhêi ên ho lógos, kaì ho lógos ên pròs tòn theón, kaì theòs ên ho lógos.                 |
| السريانية بشيتا                            | ܒ݁ܪܺܫܺܝܬ݂ ܐܺܝܬ݂ܰܘܗ݈ܝ ܗ݈ܘܳܐ ܡܶܠܬ݂ܳܐ ܘܗܽܘ ܡܶܠܬ݂ܳܐ ܐܺܝܬ݂ܰܘܗ݈ܝ ܗ݈ܘܳܐ ܠܘܳܬ݂ ܐܰܠܳܗܳܐ ܘܰܐܠܳܗܳܐ ܐܺܝܬ݂ܰܘܗ݈ܝ ܗ݈ܘܳܐ ܗܽܘ ܡܶܠܬ݂ܳܐ ܀                 |
| الحروف السريانية                           | brīšīṯ ʾiṯauhi hwā milṯā, whu milṯā ʾiṯauhi hwā luaṯ ʾalāhā; wʾalāhā iṯauhi hwā hu milṯā      |
| القبطى الصعيدى                             | ϨΝ ΤЄϨΟΥЄΙΤЄ ΝЄϤϢΟΟΠ ΝϬΙΠϢΑϪЄ, ΑΥШ ΠϢΑϪЄ ΝЄϤϢΟΟΠ ΝΝΑϨΡΜ ΠΝΟΥΤЄ. ΑΥШ ΝЄΥΝΟΥΤЄ ΠЄ ΠϢΑϪЄ         |
| الترجمة الصوتية القبطية الصعيدية           | Hn teHoueite neFSoop nCi pSaJe auw pSaJe neFSoop nnaHrm pnoute auw neunoute pe pSaJe.         |
| الصعيدية القبطية إلى الإنجليزية            | In the beginning existed the Word, and the Word existed with the God, and a God was the Word. |
| الصعيدية القبطية إلى الإنجليزية ثم العربية | في البدء وُجدت الكلمة ، وكان الكلمة موجودًا عند الله ، وإلها كان الكلمة.                        |
| الفولغات اللاتينية                         | In principio erat Verbum, et Verbum erat apud Deum, et Deus erat Verbum.                      |

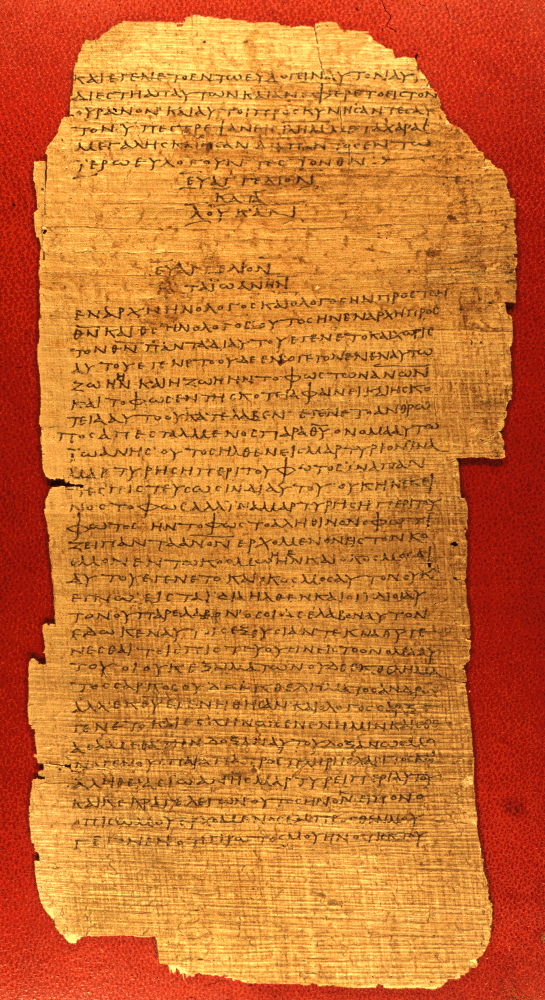
بردية 75  [لغات أخرى]‏ (175-225) ، نهاية إنجيل لوقا وبداية إنجيل يوحنا (الفصل 1: 1-16 *)
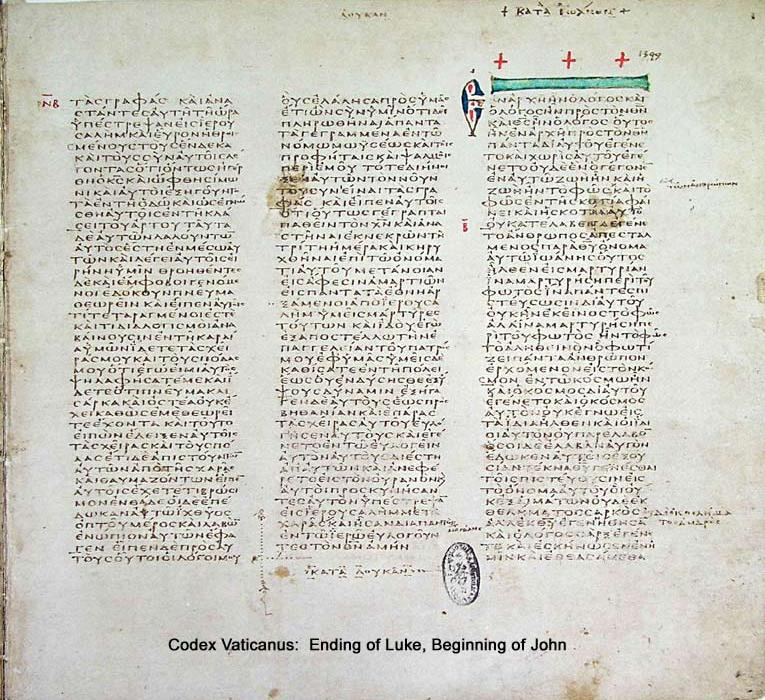
مخطوطة الفاتيكان (300-325) ، نهاية إنجيل لوقا وبداية إنجيل يوحنا
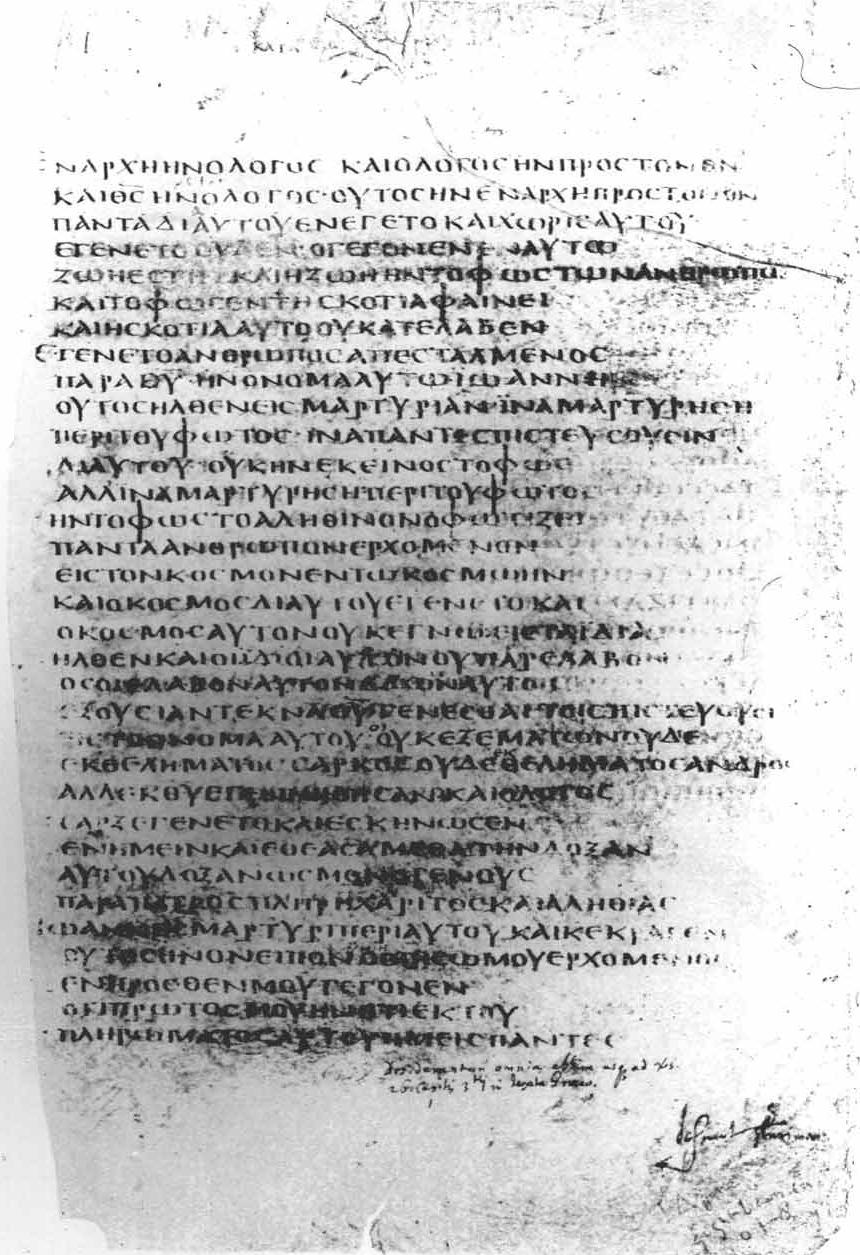
كوديكس بيزي (سي 400) ، يوحنا 1: 1-16
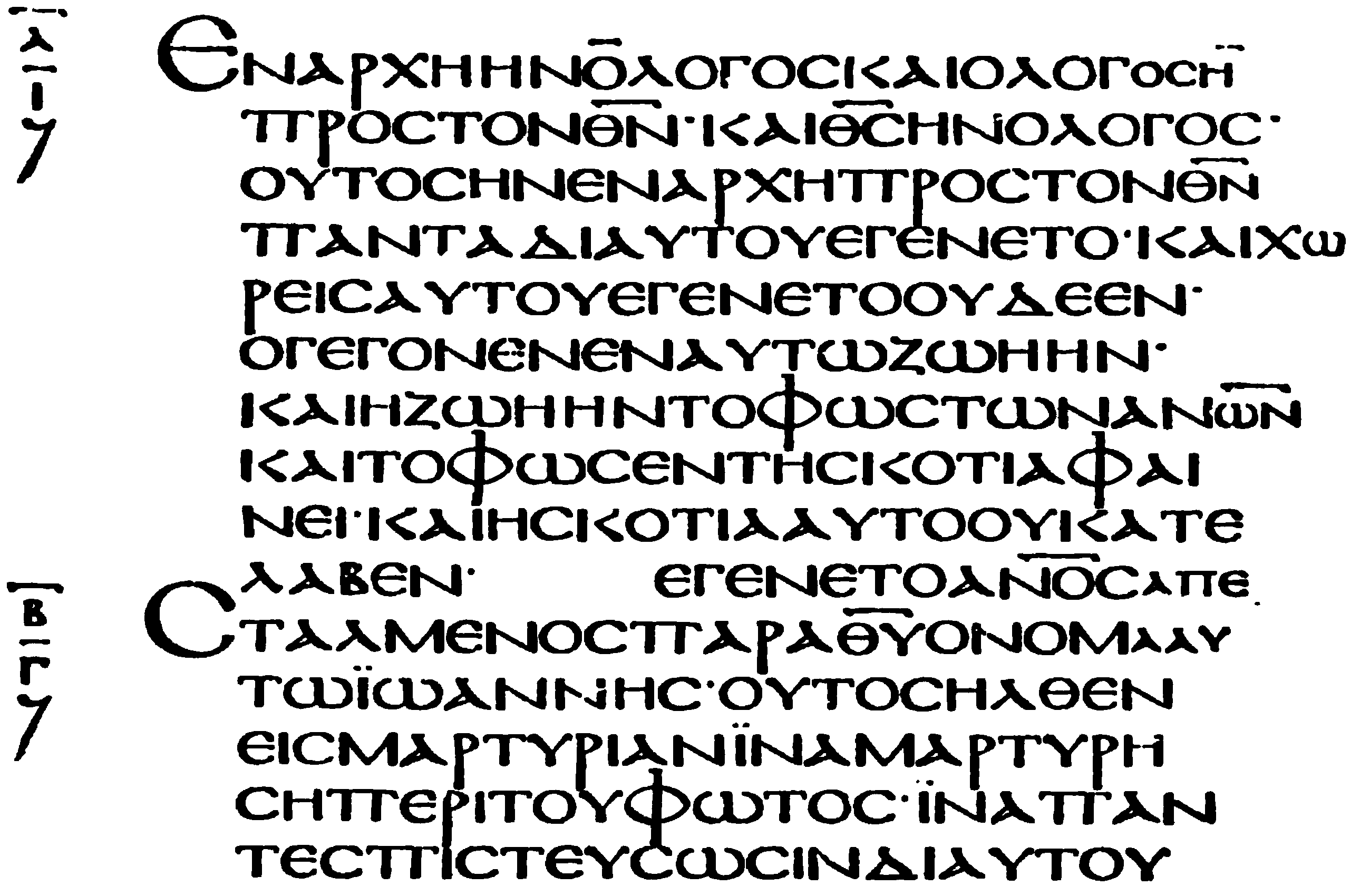
كودكس الكسندرينوس (400-440) ، يوحنا 1: 1-7.

### المخطوطات العربية
فيما يلي مجموعة من المخطوطات العربية القديمة ونص يوحنا 1:1 في كل منها:
| اسم ورقم المخطوطة                      | التاريخ                             | النص                                                                 |
| -------------------------------------- | ----------------------------------- | -------------------------------------------------------------------- |
| Sinai, St Catherine ar. 75             | القرن 9                             | في البدي لم يزل الكلمه والكلمه لم يزل عند الله والها لم يزل الكلمه   |
| Sinai, St Catherine ar. 74             | القرن 9                             | في البدي كانت الكلمه والكلمه لم تزل عند الله واله لم تزل الكلمه      |
| Berlin Staatsbibl. orient. oct. 1108   |                                     | في البدي لم تزل الكلمه والكلمه لم تزل عند الله واله لم تزل الكلمه    |
| Sinai, St Catherine ar. 54             | القرن 10                            | في البدي لم تزل الكلمه والكلمه لم تزل عند الله واله لم تزل الكلمه    |
| Sinai, St Catherine ar. 72             | القرن 9 (897)                       | في البدي لم تزل الكلمه والكلمه لم تزل عند الله والله لم يزل الكلمه   |
| Jerusalem, Orthodox Patr. ar. 103      | القرن 12-13                         | في البدي كان الكلمه والكلمه كان عند الله والاه لم يزل الكلمه         |
| Sinai, St Catherine ar. 76             | القرن 13                            | في البدى كان الكلمه والكلمه كان عند الله والها لم يزل الكلمه         |
| Oxford Bodl. 299                       | القرن 16 (1564)                     | في البدي كان الكلمه والكلمه كان عند الله والاه لم تزل الكلمه         |
| Vatican, Borgia ar. 71                 | القرن 11                            | في البدى كان الكلمه والكلمه كان عند الله والكلمه لم يزل الاها        |
| Leiden, Univ. Bibl., cod. 225 Scaliger | القرن 12 (1179)                     | في البدي كان الكلمه والكلمه كان عند الله والكلمه لم تزل الاها        |
| Oxford Bodl. Marsh 575                 | القرن 13 (1256)                     | في البدي كان الكلمه والكلمه كان عند الله والكلمه لم يزل الاها        |
| Sinai, St Catherine ar. 89             | القرن 13 (1285)                     | في البدي كان الكلمة والكلمة كان عند الله والكلمه لم يُزل الهاً         |
| Leiden, Univ. Bibl., cod. 1571         | القرن 14 (1331)                     | في البدي كان الكلمه والكلمه كان عند الله والكلمه لم تزل الاها        |
| Sinai, St Catherine ar. 80             | القرن 15 (1479)                     | في البدي كان الكلمه والكلمه كان عند الله والكلمه لم تزل الاها        |
| Berlin Staatsbibl. Do.162              | القرن 13 (1265)                     | في الابتدا كان الكلمه والكلمه لم يزل عند الله والاها كان الكلمه      |
| Vatican, Vat. syr. 269                 | القرن 14 (1368)                     | في الابتدا كان الكلمه وهو الكلمه كان ازلى عند الله فالله هو الكلمه   |
| Beirut, Bibl. orient. or. 430          | القرن 19 (1885 من مخطوطة مؤرخة 980) | في البدى كان الكلمه موجود وهو الكلمه موجود عند الله والله كان الكلمه |
| Sinai, St Catherine ar. 70             | القرن 9                             | في البدى كان الكلمه والكلمه قد كان عند الله والاها كان الكلمه        |
| Leipzig, Univ. Lib. or. 1075           | القرن 8 - 9 (بين 750 - 850)         | الاولي كانت الكلمه والكلمه لم تزل عند الله والله هو كان الكلمه       |
| Sinai, St Catherine ar. 101            | القرن 12                            | في البدي كان الكلمه والكلمه كان عند الله والله هو الكلمه             |
| Vatican, Vat. copt. 9                  | القرن 13 (1204-1205)                | في البدء كان الكلمه والكلمه كان عند الله واله هو الكلمه              |
| London, Brit. Library or. 1315         | القرن 13 (1208)                     | في البدى كا الكلمه والكلمه كان عند الله والله هو الكلمه              |
| Cambridge, Univ. Library Gg. 5.27      | القرن 13 (1285)                     | في البدى كان الكلمه والكلمه كان عند الله واله لم يزل الكلمه          |
| Rome, Bibio. Casanatense cod. 2309     | القرن 13 - 14                       | في البداء كان الكلمه والكلمه كان عند الله واله هو الكلمه             |
| London, Brit. Library or. 1327         | القرن 14 (1334)                     | في البدء كان الكلمه والكلمه كان عند الله واله هو الكلمه              |
| Vatican, Vat. copt. 11                 | القرن 14 (1346)                     | في البدء كان الكلمه والكلمه كان عند الله والاه هو الكلمه             |
| Vatican, Vat. ar. 483                  | القرن 16                            | في البدى كان الكلمه والكلمه كان عند الله والله هو الكلمه             |
| London, Brit. Library Rundel 19        | القرن 17 (1616)                     | في البدي كان الكلمه والكلمه كان عند الله والله هو الكلمه             |
| London, Brit. Library or. 1316         | القرن 17 (1663)                     | في البدء كان الكلمه والكلمه كان عند الله والاله هو الكلمه            |
| Vatican, Vat. ar. 609                  | القرن 17                            | في البدء كان الكلمه والكلمه من الله والهاً لم يزل الكلمه              |
| Jerusalem, Orthodox Patr. ar. 207      | القرن 18 (1793)                     | في البدي كان الكلمه والكلمه كان عند الله والاه لم يزل الكلمه         |
| London, Brit. Library or. 1001         | القرن 18؟                           | في البدء كان الكلمه والكلمه كان عند الله واله هو الكلمه              |
| London, Brit. Library or. 1317         | القرن 19 (1815)                     | في البدء كان الكلمه والكلمه كان عند الله والاه كان الكلمه            |
| Oxford, Bodl. Lib. Hunt. 118           | القرن 13 (1259)                     | في البدء كان الكلمه والكلمه كان عند الله والاها كان الكلمه           |
| London, Brit. Library or. 3382         | القرن 13 (1264-1265)                | في البدء كان الكلمه والكلمه كان عند الله والاها كان الكلمه           |
| Paris, Bibl. nat. copte 14             | القرن 13 - 14                       | في البدي كان الكلمه والكلمه كان عند الله والاهاً هو الكلمه            |
| London, Brit. Library add. 9061        | القرن 15                            | في البدي كانت الكلمه والكلمه كانت عند الله والكلمه هي الله           |
| Vatican, Vat. ar. 17                   | القرن 11؟ (1009؟)                   | لقد كان المبدا الكلمه والكلمه لدى الله والاً كان الكلمه               |
| Leiden, Univ. Bibl., cod. 561 Warn.    | القرن 15                            | لقد كان المبدا الكلمه والكلمه لدى الله والله كان الكلمه              |
| Paris, Bibli. Nat. ar. 58              | القرن 17                            | في البدى كان الكلمه والكلمه كان لدي الله والله هو الكلمه             |

### يوحنا 1:1 في الترجمات الإنجليزية

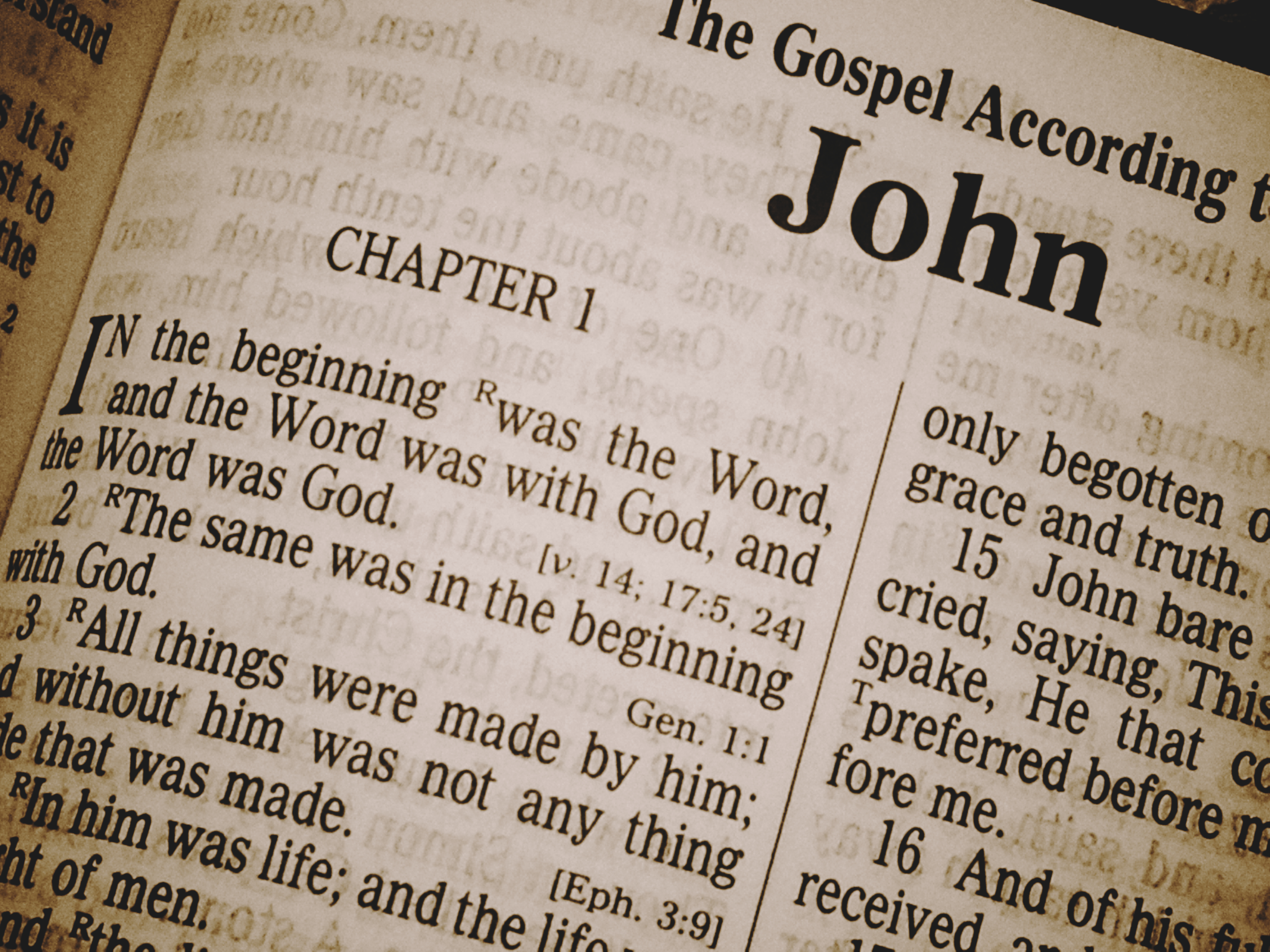
يوحنا 1:1 في الصفحة التي تظهر الفصل الأول من يوحنا في الكتاب المقدس للملك جيمس.

الترجمة التقليدية في اللغة الإنجليزية هي:
In the beginning was the Word, and the Word was with God, and the Word was God.

في البدء كان الكلمة، وكان الكلمة مع الله، وكان الكلمة الله.
توجد أيضًا أشكال مختلفة من الترجمة، سواء في الترجمة نفسها أو في إعادة صياغة يوحنا 1:1ج:
- القرن الرابع عشر: "and God was the word" "وكان الله هو الكلمة" - إنجيل ويكليف (مترجم من القرن الرابع الميلادي اللاتيني)
- 1808: "and the Word was a god" "والكلمة كانت إلهًا" - توماس بيلشام العهد الجديد، في نسخة محسّنة، على أساس الترجمة الجديدة لرئيس الأساقفة نيوكوم: مع نص مصحح ، لندن.
- 1822: "and the Word was a god" "وكان الكلمة إلهًا" - العهد الجديد باللغتين اليونانية والإنجليزية (أ. Kneeland ، 1822. )
- 1829: "and the Word was a god" "وكان الكلمة إلهًا" - Monotessaron؛ أو تاريخ الإنجيل حسب الإنجيليين الأربعة (ج. س. طومسون ، 1829)
- 1863: "and the Word was a god" "وكان الكلمة إلهًا" - ترجمة حرفية للعهد الجديد (هيرمان هاينفيتر [اسم مستعار لفريدريك باركر] ، 1863)
- 1864: "the LOGOS was God" "كان اللوغوس هو الله" - نسخة مؤكدة جديدة (العمود الأيمن)
- 1864: "and a god was the Word" "وإلهًا كان الكلمة" - The Emphatic Diaglott بقلم بنيامين ويلسون، نيويورك ولندن (قراءة بين السطور في العمود الأيسر)
- 1867: "and the Son was of God" "وكان الابن من الله" - ترجمة جوزيف سميث للكتاب المقدس
- 1879: "and the Word was a god" "وكان الكلمة إلهًا" - Das Evangelium nach Johannes (J. Becker ، 1979)
- 1885: "and the Word was a god" "وكان الكلمة إلهًا" - شرح موجز للكتاب المقدس ( ر. يونغ ، 1885)
- 1911: "and [a] God was the word" "وكان [إله] الله هو الكلمة" - النسخة القبطية للعهد الجديد باللهجة الجنوبية ، بقلم جورج ويليام هورنر .[22]
- 1924: "the Logos was divine" "وكان اللوغوس إلهيًّا" - الكتاب المقدس: ترجمة جيمس موفات ، بقلم جيمس موفات .[23]
- 1935: "and the Word was divine" "وكان الكلمة إلهيًّا" - الكتاب المقدس: ترجمة أمريكية ، بقلم  جون إم بي سميث وإدغار ج. جودسبيد ، شيكاغو.[24]
- 1955: "so the Word was divine" "لذا كان الكلمة إلهيًّا" - العهد الجديد الأصيل ، بقلم هيو ج. شونفيلد ، أبردين.[25]
- 1956: "And the Word was as to His essence absolute deity" "و كان الكلمة بالنسبة لجوهره إلهًا مُطلقًا" - الترجمة الأكثر انتشارًا [26]
- 1958: "and the Word was a god" "وكان الكلمة إلهًا" - العهد الجديد لربنا ومخلصنا يسوع المسيح (ج. إل تومانيك ، 1958) ؛
- 1962 ، 1979: "the word was God.' Or, more literally, 'God was the word." "الكلمة كانت إلهًا.' أو ، بمعنى حرفيّ أكثر 'كان الله هو الكلمة". - الأناجيل الأربعة والوحي (ر. لاتيمور ، 1979)
- 1966 ، 2001: "and he was the same as God" "وكان هو مثل الله" - إنجيل الأخبار السارة .
- 1970 ، 1989: "and what God was, the Word was" "وما كان هو الله، الكلمة كان كذلك" - الكتاب المقدس الإنجليزي الجديد والكتاب المقدس الإنجليزي المنقح .
- 1975 "and a god (or, of a divine kind) was the Word" "وإلهًا (أو من نوع إلهيٍّ) كان الكلمة" - Das Evangelium nach Johnnes ، بقلم سيغفريد شولتز ، غوتنغن ، ألمانيا
- 1975: "and the Word was a god" "وكان الكلمة إلهًا" - Das Evangelium nach Johannes (S. Schulz، 1975)؛
- 1978: "and godlike sort was the Logos" "وكان اللوغوس من نوعٍ مثل إله" - Das Evangelium nach Johannes ، بقلم يوهانس شنايدر ، برلين
- 1985: "So the Word was divine" "لذا كان الكلمة إلهيًّا" - العهد الجديد الأصلي ، بقلم هيو ج. شونفيلد .[27]
- 1993: "The Word was God, in readiness for God from day one." "الكلمة كان الله، جاهزًا لله منذ اليوم الأول". - الرسالة بقلم يوجين بيترسون .[28]
- 1998: "and what God was the Word also was" "وما كان الله، كان الكلمة أيضًا" - تتبع هذه الترجمة البروفيسور فرانسيس جيه مولوني ، إنجيل يوحنا ، محرر. دانيال جيه هارينجتون .[29]
- 2017: "and the Logos was god" "وكان اللوغوس إلهًا" - العهد الجديد: ترجمة ، بقلم ديفيد بنتلي هارت .[30]

### الصعوبات
هناك مسألتان تؤثران على ترجمة الآية، 1) العقيدة اللاهوتية و 2) التطبيق الصحيح للقواعد النحوية. إن العقيدة اللاهوتية الشائعة القائلة بأن يسوع هو الله يقود المرء بطبيعة الحال إلى الاعتقاد بأن الطريقة الصحيحة لترجمة الآية هي الطريقة الشائعة. العقيدة اللاهوتية المقابلة التي تقول أن يسوع يخضع للله بصفته وكيله الرئيس يقود إلى استنتاج مفاده أن "... إله" أو "... إلهيّ" هو التفسير الصحيح.

### أداة التعريف اليونانية
غالبًا ما تتم ترجمة الأداة اليونانية إلى ال التعريف، وهي الأداة التعريفية باللغة العربية، ولكن يمكن أن تحظى بمجموعة من المعاني التي يمكن أن تكون مختلفة تمامًا عن تلك الموجودة في اللغة العربية، وتتطلب سياقًا للتفسير. لا تحتوي اليونانية القديمة على أداة تنكير مثل الحرف الإنجليزي a، كما أن الأسماء الاسمية بدون أدوات لها أيضًا مجموعة من المعاني التي تتطلب السياق لتفسيرها.

### قاعدة كولويل
عند تفسير هذه الآية، يجب أن تؤخذ قاعدة كولويل في الاعتبار، والتي تنص على أن الكلمة المعرفة الموجودة قبل فعل "يكون" "to be" لا يحتوي عادةً على أداة التعريف. كتب إرنست كادمان كولويل :
ينتقد جيسون ديفيد بيدون (أستاذ الدراسات الدينية في جامعة شمال أريزونا) قاعدة كولويل باعتبارها غير سليمة من الناحية المنهجية و "ليست قاعدة صحيحة لقواعد اللغة اليونانية".

## كان الكلمة إلهيًّا
يتعلق الخلاف الرئيسي فيما يتعلق بهذه الآية بقول يوحنا 1:1ج ("الكلمة كان الله"). إحدى الترجمات غير الشائعة تترجمها "الكلمة كان إلهيًّا". يدعم ما يلي هذا النوع من الترجمة:

### ترتليان
كتب ترتليان في أوائل القرن الثالث:
الآن إذا كان هذا [الكلمة] هو الله وفقًا ليوحنا ("الكلمة كان الله")، فلديك اثنان: أحدهما يتحدث عن أنه ممكن، والآخر ينفذه. ومع ذلك، كيف يجب أن تقبل هذا على أنه "آخر" لقد شرحت: فيما يتعلق بالشخص، وليس الجوهر، والتمايز، وليس الانقسام. (ضد براكسوس 12) 
بمعنى آخر ، الأشخاص متمايزون ولكن الجوهر غير مقسم. وكما يقول ترتليان في  ضد براكوس 9 و 26، فهو "الله بقدر ما هو من نفس جوهر الله نفسه ... وكجزء من الكل ... كما يقر هو نفسه:" أبي أعظم مني. " 

في بداية الفصل 13 من كتاب ضد براكسوس، استخدم ترتليان العديد من نصوص الكتاب المقدس للدفاع عن "إلهين" ، بما في ذلك:
"إله تكلم وآخر خلق" (را. يوحنا 1: 3).

 "الله، إلهك، مسحك أو جعلك مسيحه" (را. مز 45).

 "في البدء كان الكلمة والكلمة كان عند الله والكلمة كان الله." كان هناك شخص "كائن" وكان هناك آخر "معه".

### اوريجانوس
في يوحنا 1:1ج ، تحتوي اللوغوس على أداة التعريف وأما ثيوس فلا. حرفيا، "إلهًا كان الكلمة". أوريجانوس السكندري، مدرس في قواعد اللغة اليونانية في القرن الثالث، يناقش وجود أو عدم وجود الأداة في تفسير يوحنا، الكتاب الثاني، الفصل الثاني. يقول:
يستخدم (يوحنا) الأداة، عندما يشير اسم الله إلى السبب غير المخلوق لكل الأشياء، ويحذفها عندما يُدعى الكلمة الله. […] الله من جهة هو الله بنفسه (أوتوثيوس ، الله بنفسه)؛ وهكذا يقول المخلص في صلاته للآب، "لكي يعرفوك أنت الإله الحقيقي الوحيد". (راجع. يوحنا 17: 3) ولكن كل ما وراء الله بنفسه قد جُعل الله بمشاركته في ألوهيته، ولا يجب أن يُدعى ببساطة الله (بالأداة)، بل الله (بدون أداة).
ثم يواصل أوريجانوس شرحه أن الابن - البكر من كل الخليقة - كان أول من كان "مع الله" (را. يوحنا 1:1)، اجتذب إلى نفسه ألوهية من الله، وأعطى هذه الألوهية إلى "الآلهة" الأخرى:
وهكذا فإن بكر كل الخليقة، الذي هو أول من يكون مع الله، ويجذب إلى نفسه الألوهية، هو كائن أعلى مرتبة من الآلهة الأخرى سواه، التي منها الإله هو الله [...] كانت من خلال البكر أن صاروا آلهة، لأنه استمد من الله بسخاء أن يصبحوا آلهة، وأوصلها لهم بحسب نعمته الخاص.
كما ذكر RPC Hanson في مناقشة المدافعين، "كانت هناك أنواع ودرجات مختلفة من الإله في الفكر الشعبي والدين وحتى في الفكر الفلسفي."  يخلص أوريجانوس إلى أن "كلمة الله" ليست "الله ... بنفسه" بل بسبب "وجوده مع الآب" (را. يوحنا 1: 1):
إذن، فإن الإله الحقيقي هو "الله"، والذين تشكلوا من بعده هم آلهة، صور، كما كان، منه نموذجًا. لكن الصورة النموذجية، مرة أخرى، لكل هذه الصور هي كلمة الله، الذي كان في البداية، والذي بكونه مع الله يكون في جميع الأوقات الله، لا يمتلك ذلك من تلقاء نفسه، بل بكونه مع الآب، وألا يستمر في كونه الله، إذا فكرنا في هذا، إلا بالبقاء دائمًا في تأمل مستمر في أعماق الآب.

### الترجمات
ترجمات جيمس موفات وإدغار ج. جودسبيد وهيو ج. شونفيلد تجعل جزءًا من الآية على أنه "... كان الكلمة [اللوغوس] إلهيًّا".

كتب موراي جيه هاريس،
من الواضح أنه في ترجمة "الكلمة كان الله"، يُستخدم مصطلح "الله" للإشارة إلى طبيعته أو جوهره، وليس شخصه. ولكن في الاستخدام العادي للغة الإنجليزية، فإن كلمة "God" وفي العربية كذلك "الله" هي اسم علم يشير إلى شخص الآب أو بشكل جماعي إلى أقانيم الله الثلاثة. علاوة على ذلك، تشير عبارة "الكلمة كان الله" إلى أن "الكلمة" و "الله" هما مصطلحان متبادلان، وأن الجملة يمكن عكسها. لكن الكلمة ليست الآب ولا الثالوث ... لا يمكن أن يقوم المعنى بدون تفسير. " 
يشير تعليق الكتاب المقدس الشرقي / اليوناني الأرثوذكسي:
يمكن أيضًا ترجمة هذه الثيوس (إله) الثانية "إلهية" لأن البناء يشير إلى "إحساس نوعي للثيوس". الكلمة ليست الله بمعنى أنه نفس الشخص مثل ثيوس المذكورة في 1:1أ؛ إنه ليس الله الآب (الله المُطلَق كما في الاستخدام الشائع في العهد الجديد) أو الثالوث. والمقصود هنا هو أن الكلمة لها نفس الطبيعة أو الجوهر غير المخلوق مثل الله الآب، الذي يعيش معه إلى الأبد. يتردد صدى هذه الآية في قانون إيمان نيقية: "إله (نوعي أو مشتق) من إله (شخصي، الآب) ، نور من نور ، إله حقيقي من إله حقيقي ... متساوٍ في الجوهر مع الآب".
يجادل دانيال ب. والاس (أستاذ العهد الجديد في معهد دالاس اللاهوتي ) بما يلي:
يرجع استخدام ثيوس بدون أداة (عدم وجود المادة التعريفية قبل ثيوس الثانية) إلى استخدامه كاسم نوعي، يصف طبيعة أو جوهر الكلمة، ويشترك في جوهر الآب، على الرغم من اختلافهما شخصيًا: ويشدد على أن: "البناء الذي اختاره الإنجيليّ للتعبير عن هذه الفكرة كان أكثر الطرق دقةً يمكن أن يصرح بها أن الكلمة هو الله ومع ذلك كان متمايزًا عن الآب". يتساءل عما إذا كانت قاعدة كولويل تساعد في تفسير يوحنا 1:1. لقد قيل[مِمَن؟]
 أن قاعدة كولويل قد أسيء تطبيقها بعكسها، كما لو كانت تتضمن التعريف.
يناقش Murray J. Harris (الأستاذ الفخري لتفسير العهد الجديد وعلم اللاهوت في مدرسة الثالوث اللاهوتية الإنجيلية ) "القضايا النحوية واللاهوتية والتاريخية والأدبية وغيرها من القضايا التي تؤثر على تفسير θεὸς" ويخلص إلى أنه، من بين استخدامات أخرى ، "هو عنوان يعبر عن العقيدة المسيحية وهو طبيعيّ في المقام الأول"ويضيف أن" تطبيق θεὸς على يسوع المسيح يؤكد أن يسوع هو. . . الله بالطبيعة.
كتب جون إل ماكنزي (عالم الكتاب المقدس الكاثوليكي) أن هُوْ ثيوس (بأداة التعريف) هو الله الآب، ويضيف أنه ينبغي ترجمة يوحنا 1:1 "الكلمة كانت مع الله [= الآب]، وكانت الكلمة كائنًا إلهيًا." 
في مقال نُشر في مجلة الأدب الإنجيلي عام 1973، ادعى فيليب ب. هارنر ، الأستاذ الفخري للدين في كلية هايدلبرغ، أن الترجمة التقليدية ليوحنا 1:1ج ("والكلمة كان الله") غير صحيحة. وهو يؤيد الترجمة الإنجليزية الجديدة للكتاب المقدس ليوحنا 1:1ج، "وما كان الله، الكلمة كان."  ومع ذلك، فقد انتُقد ادعاء هارنر.

يقول فيليب ب.هارنر (الأستاذ الفخري للدين في كلية هايدلبرغ ):
ربما يمكن ترجمة الجملة، "الكلمة له نفس طبيعة الله". قد تكون هذه طريقة واحدة لتمثيل فكر يوحنا ، وهو ، كما أفهمه، الكلمة هُوْ لوغوس ، ليس أقل من هُوْ ثيوس (الله)، وله طبيعة ثيوس (إله).
اقتُبس بروك وستكوت من قبل CFD Moule ( أستاذة اللادي مارجريت في اللاهوت في جامعة كامبريدج ):
كلمة (الله) تظهر أولاً بشكل قاطع، كما في 4:24. إنه بالضرورة بدون الأداة (ثيوس وليس هو ثيوس) بقدر ما يصف طبيعة الكلمة ولا يحدد شخصه. سيكون من السابليانية المحضة أن نقول "كانت الكلمة هُوْ ثيوس". لا توجد فكرة عن دونية الطبيعة يتم تقديمها من خلال شكل التعبير، الذي يؤكد ببساطة الألوهية الحقيقية للكلمة. قارن العبارة المعاكسة للإنسانية الحقيقية للمسيح خمسة 27 (hóti huiòs anthrópou estín. . . ).
يقول جيمس دي جي دن (أستاذ فخري في جامعة دورهام ):
يوضح فيلون أن التمييز بين هُوْ ثيوس و ثيوس كما نجد في يوحنا 1.1ب.ج، سيكون متعمدًا من قبل المؤلف ومهم للقارئ اليوناني. ليس ذلك فحسب، يُظهر فيلو أنه يمكن أن يطلق على اللوغوس بكل سرور اسم "الله/إله" دون التعدي على التوحيد (أو حتى "الإله الثاني" - تكوين. الثاني 62). مع الأخذ في الاعتبار النتائج التي توصلنا إليها فيما يتعلق باللوغوس في فيلون، فإن هذا لا يمكن إلا أن يكون مهمًا: إن اللوغوس بالنسبة لفيلون هو "الله" ليس ككائن مستقل عن "الله" ولكن باعتباره "الله" في معرفته - مكانة اللوغوس من أجل هذا الفهم المحدود للإله الواحد الذي هو كل ما قد يصل إليه الإنسان العقلاني، حتى الربوبي ".
باختصار، يشير العلماء والنحويون إلى أن البنية النحوية لليونانية لا تحدد الكلمة على أنها شخص الله ولكنها تشير إلى معنى نوعي. والمقصود هنا هو أن الكلمة هي من نفس طبيعة أو جوهر الله الآب. في هذه الحالة ، قد تكون عبارة "كان الكلمة الله" "the Word was God" مضللة لأنه في اللغة الإنجليزية العادية ، "God" "الله" هو اسم علم يشير إلى شخص الآب أو بشكل جماعي إلى الأشخاص الثلاثة للربوبية.

## الكلمة إلهًا.
يعارض بعض العلماء الترجمة ... إله ،  بينما يعتقد علماء آخرون أنها ممكنة أو حتى مفضلة.

يبرر بعض غير المثلثين تقديم "إله" بمقارنتها مع أعمال الرسل 28: 6 التي لها بنية نحوية مشابهة ' 
"كان الناس يتوقعون منه أن ينتفخ أو يموت فجأة؛ ولكن بعد الانتظار لفترة طويلة ولم يروا شيئًا غير عادي يحدث له، غيروا رأيهم وقالوا أنه إله". Ac. 28:6 NIV] .

 "لكنهم نظروا إلى متى كان يجب أن ينتفخ أو يسقط ميتًا فجأة: لكن بعد أن نظروا جيدا ولم يروا أي ضرر يلحق به، غيروا رأيهم، وقالوا إنه إله ( ثيون )". (KJV) 

 "لكنهم كانوا يتوقعون أنه سينتفخ أو يموت فجأة. لذلك بعد أن انتظروا وقتًا طويلاً ولم يروا شيئًا غير عادي يحدث له، غيروا رأيهم وقالوا إنه إله ( ثيون ) ". (NET) 
ومع ذلك، أُشير أن الكلمات العبرية El و HaElohim و Yahweh (كلها تشير إلى الله) قد تُرجمت على أنها  ثيوس بدون أداة في الترجمة السبعينية في Nahum 1:2 ، Isaiah 37:16 ، 41:4 ، Jeremiah 23:23 Ezekiel 45:9 من بين العديد من المواضع الأخرى. علاوة على ذلك، في العهد الجديد ، استُخدمت ثيوس بدون الأداة للإشارة إلى الله في مواقع مثل John 1:18a ، Romans 8:33 ، 2 Corinthians 5:19 ، 6:16 وعبرانيين Hebrews 11:16 (على الرغم من أن الشاهدين الأخيرين لهما طبيعة الصفة). لذلك، لا يمكن للتركيبات بأداة أو دونها من تلقاء نفسها، بدون سياق، أن تحديد كيفية تحويلها إلى اللغة المُترجم إليها. في Deuteronomy 31:27 النصالسبعوني ، "المدعوم من كافة القراءات MSS... هو πρὸς τὸν θεόν للنص العبري المقابل עִם־ יְהֹוָ֔ה", ولكن أقدم نص يوناني بردية فؤاد 266 مكتوب فيها πρὸς יהוה τὸν θεόν.
في مجلة الدراسات اللاهوتية الصادرة في أكتوبر 2011 ، قال برايان ج. رايت وتيم ريتشويتي  يجادلون بأن أداة التنكير في الترجمة القبطية ليوحنا 1:1 لها معنى صفة نوعية. حُدّدت العديد من هذه التكرارات لصفات لأسماء في العهد الجديد القبطي، بما في ذلك 1 John 1:5 و 1 John 4:8 . علاوة على ذلك ، تُستخدم أداة التنكير للإشارة إلى الله في Deuteronomy 4:31 Malachi 2:10 .

## في البدء
"في البدء ( archē أركِي) كانت الكلمة ( اللوغوس )" يمكن مقارنتها بـ:
- تكوين 1:1 : "في البدء خلق الله السموات والأرض".[66] الكلمات الافتتاحية للعهد القديم هي أيضًا "في البدء". كتب عالم اللاهوت تشارلز إليكوت :

"إن الإشارة إلى الكلمات الافتتاحية للعهد القديم واضحة، وهي أكثر لفتًا للانتباه عندما نتذكر أن يهوديًا سيتحدث باستمرار عن سفر التكوين ويقتبس منه كما في" بريشيت "("في البدء"). إن ذلك منسجم تمامًا مع الطابع العبري/اليهودي لهذا الإنجيل، ولا يمكن أن يكون القديس يوحنا قد كتب بريشيت دون أن تكون تلك التي قالها موسى موجودًا في ذهنه، ودون أن يسترشد بمعناه.
- مرقس 1:1 : "بداية إنجيل يسوع المسيح ابن الله".[68]
- لوقا 1:2 : "كما سلمتهم لنا، الذين كانوا منذ البدء (أركي) شهود عيان وخدام الكلمة (لوغوس ) .[69][70]
- 1 يوحنا 1: 1 : "ما كان من البدء ( أركي ) ، الذي سمعناه ، والذي رأيناه بأعيننا ، والذي نظرنا إليه وعالجته أيدينا من كلمة ( لوغوس ) الحياة ".[71][72]

## الإضافة اللاحقة لمقدمة يوحنا
يرجّح تواضروس الثاني، بابا الكنيسة القبطية الأرثوذكسية الـ118، أن مقدمة يوحنا أضيفت لاحقا لجذب اليونانيين:
كما نقل المترجمون في دير مارجرجس الحرف، ترجيح بعض العلماء أن مقدمة يوحنا كانت نشيدًا يرنّمه المسيحيون، فأدخله يوحنا في إنجيله:

## تعليق آباء الكنيسة
- يوحنا ذهبي الفم : "بينما يبدأ جميع الإنجيليين الآخرين بالتجسد، فإن يوحنا ، بعد مروره بالحمل والميلاد والتعليم والنمو ، يتحدث فورًا عن الجيل الأبدي ، قائلاً ، في البداية كانت الكلمة".[75]

- أوغسطينوس : "الكلمة اليونانية" لوغوس "تدل على كل من" الكلمة "و" العقل ". لكن في هذا المقطع من الأفضل تفسيره بالكلمة ؛ كإشارة ليس فقط إلى الآب ، ولكن إلى خلق الأشياء بواسطة القوة الفعالة للكلمة ؛ في حين أن العقل ، على الرغم من أنه لا ينتج شيئًا ، إلا أنه لا يزال يُطلق عليه العقل. " [76]

- أوغسطينوس : "لقد أصبحت الكلمات من خلال استخدامها اليومي ، وصوتها ، وخروجها منا أمورًا شائعة. ولكن هناك كلمة باقية في الداخل، في الانسان نفسه. متميزة عن الصوت الذي يخرج من الفم. هناك كلمة ، وهي حقة وروحانية ، تفهمها بالصوت ، وليس الصوت الفعلي. الآن أي شخص يستطيع أن يتصور فكرة الكلمة ، على أنها موجودة ليس فقط قبل خروج صوتها ، ولكن حتى قبل أن تتشكل فكرة صوتها ، قد تُرى بشكل غامض ، وكما لو كانت وراء زجاج ، يمكن تمثيل تلك الكلمة التي يقال عنها ، في فقرة في البدء كان الكلمة. لأنه عندما نعبر عن شيء نعرفه ، فإن الكلمة المستخدمة مشتقة بالضرورة من المعرفة المحفوظة في الذاكرة ، ويجب أن تكون بنفس الجودة مع تلك المعرفة. لأن الكلمة هي فكرة تتكون من شيء نعرفه. ما هي الكلمة المنطوقة في القلب ، كونها ليست يونانية ولا لاتينية ، ولا أي لغة ، على الرغم من ذلك ، عندما نريد توصيلها للآخرين ، يفترض وجود علامة ما للتعبير عنها. [...] لذلك فإن الكلمة التي تُسمع خارجيًا هي علامة للكلمة المختبئة بداخلها ، والتي يعود إليها اسم الكلمة حقًا. لان ما يتفوه به بفم اجسادنا هو صوت الكلمة. وهي في الواقع تسمى كلمة ، بالإشارة إلى ما أخذت منه ، عندما يتم تشكيلها خارجيًا. " [76]
- باسيليوس القيصري : "هذه الكلمة ليست كلمة بشرية. فكيف كانت هناك كلمة بشرية في البدء عندما أخذ الإنسان كيانه الأخير؟ إذًا لم تكن هناك كلمة بشرية في البداية ولا حتى بعد الملائكة. لأن كل مخلوق يقع في حدود الزمن ، له بداية وجوده من الخالق. لكن ماذا يقول الإنجيل؟ إنه يدعو المولود الوحيد نفسه الكلمة. " [76]
- ذهبي الفم : "لكن لماذا نغفل عن الآب ، هل يَشْرع على الفور في الحديث عن الابن؟ لان الآب كان معروفا للجميع. وان لم يكن باسم الآب لكن الله. في حين لم يكن المولود الوحيد معروفا. وكما قيل آنذاك ، فهو يسعى أولاً وقبل كل شيء لغرس معرفة الابن على أولئك الذين لم يعرفوه. على الرغم من أنه  في الحديث معه ، فإنه لا يصمت كليًا عن الآب. وبقدر ما كان على وشك أن يُعلِّم أن الكلمة هو ابن الله الوحيد ، و لا يمكن لأحد أن يعتقد أن هذا الجيل المرير (παθητὴν)  ، فإنه يذكر الكلمة في المقام الأول ، من أجل تدمير الشك الخطير، وتِبيان أن الابن كان من عند الله منبثقا. والسبب الثاني هو أنه كان سيخبرنا بأمور الآب. (يوحنا 15:15) لكنه لا يتكلم عن الكلمة ببساطة ، بل يتكلم مع إضافة أداة التعريف ، لتمييزها عن الكلمات الأخرى. لأن الكتاب المقدس يدعو قوانين الله ووصاياه بكلمات ؛ لكن هذه الكلمة هي مادة معينة ، أو شخص ، جوهر ، ينبثق من الآب نفسه ".[76]
- باسيليوس القيصري : "فلماذا الكلمة؟ لأنه وُلِد منبثقا ، صورته الذي وَلَده ، مظهراً كل الآب في ذاته ؛ لا يجرِّد منه شيئًا ، بل الكمال الموجود في ذاته ".[76]
- أوغسطينوس : "الآن كلمة الله هي هيئة ، وليست تشكيلًا ، بل شكلًا لكل الأشكال ، شكل غير قابل للتغيير ، بعيدًا عن الصدفة ، من الفشل ، من الزمان ، من المكان ، متجاوزًا كل الأشياء ، وموجود في كل شيء مثل نوع من الأساس تحتها وقمة فوقها ".[76]
- باسيليوس القيصري : "لكن كلمتنا الخارجية لها بعض التشابه مع الكلمة الإلهية. لأن كلمتنا تعلن المفهوم الكامل للعقل. لأن ما نتخيله في العقل نخرجه بالكلام. حقًا قلبُنا كما لو كان منبعًا ، والكلمة المنطوقة هي التيار الذي يتدفق منه ".[76]
- ذهبي الفم : "احترم الحكمة الروحية للبشير الإنجيلي. كان يعلم أن الرجال يكرّمون أكثر شيء ما كان أكثرهم قِدمًا ، وأن تكريم ما هو قبل كل شيء ، فهموا أنه الله. في هذا الصدد ، يذكر أولاً البداية قائلاً ، في البدء كان الكلمة. " [76]
- أوغسطينوس : "أو في البدء، كأنما قيل، قبل كل شيء".[76]
- باسيليوس القيصري : "لقد توقع الروح القدس أنه سيكون أناس ، الذين يجب أن يحسدوا مجد المولود الوحيد ، ويخربوا مستمعيهم بالسفسطة ، وكأنه  بسبب أنه ولد ، وقبل أن يولد ، لم يكن كذلك. يقول الروح القدس ، حتى لا يثرثر أحد بمثل هذه الأشياء ، في البدء كان الكلمة. " [76]
- أيلاري أسقف بواتييه : "لقد مرت سنوات ، قرون ، عصور ، ضع البداية التي تريدها في خيالك ، لن تفهمها في الوقت المناسب ، لأنه، وهو الذي اشتقت منه (البداية) ، ما زال كذلك".[76]
- ذهبي الفم : "كما في ذلك الحين عندما تكون سفينتنا قريبة من الشاطئ ، تمر المدن والميناء أمام ناظرنا ، وتختفي في عرض البحر ، ولا تترك شيئًا يصلح لرؤيا العين ؛ لذا فإن البشير الإنجيلي هنا ، يأخذنا معه في رحلته أعلاه. العالم المخلوق ، يترك العين للتحديق في الفراغ على مساحة لا متناهية. فالكلمات، في البء كان،  لها دلالة على الجوهر الأبدي واللانهائي. " [76]
- مجمع أفسس : "لذلك ، في مكان ما ، يدعوه الكتاب المقدس الابن ، وفي مكان آخر الكلمة ، وفي مكان آخر ، بريق الآب ؛ وتهدف الأسماء منفردة إلى الحماية من التجديف. لأنه ، بما أن ابنك من نفس الطبيعة مع نفسك ، فإن الكتاب المقدس الذي يرغب في إظهار أن جوهر الآب والابن هو واحد ، يشير إلى ابن الآب المولود من الآب ، المولود الوحيد. بعد ذلك ، بما أن مصطلحي الولادة والابن ، ينقلان فكرة الانبثاق ، لذلك يطلق على الابن الكلمة ، معلنًا بهذا الاسم انبثاقية ميلاده. ولكن بما أن الأب الذي معنا هو بالضرورة أكبر سنًا من ابنه ، لئلا تعتقد أن هذا ينطبق أيضًا على الطبيعة الإلهية ، فإنه يسمي إشراق الآب الوحيد ؛ لأن السطوع ، رغم أنه ينشأ من الشمس ، ليس بعده. افهم إذن أن السطوع ، كإعلان عن أزلية الابن مع الآب ؛ الكلمة تثبت انبثاق ولادته ، وأن الابن يدل على تماثله في الجوهر. " [76]
- ذهبي الفم : "لكنهم يقولون إنه في البدء لا يعبر تمامًا عن الخلود: لأن ذلك يُقال عن السماء والأرض: في البدء خلق الله السماء والأرض. (تكوين ١: ١) ولكن لم تُخلق وهل كانت مختلفة تماما؟ لأنه بنفس الطريقة التي تتحدث بها الكلمة عن الإنسان ، فإنها تدل على الحاضر فقط ، ولكن عند تطبيقها على الله ، ما هو دائمٌ وأبدي ؛ وهكذا كان أيضًا ، استنادًا إلى طبيعتنا ، يدل على الماضي ، لكنه ينبثق عن الله ، إلى الأبد. " [76]
- أوريجانوس : "الفعل يكون to be ، له دلالة مزدوجة ، أحيانًا يعبر عن الحركات التي تحدث في فضاء الوقت ، كما تفعل الأفعال الأخرى ؛ أحيانًا يكون مضمون ذلك الشيء الوحيد الذي يُسند إليه ، دون الإشارة إلى الوقت. ومن ثم يطلق عليه أيضًا الفعل الموضوعي. " [76]
- أيلاري أسقف بواتييه : "انظر إلى العالم ، وافهم ما هو مكتوب عنه. في البدء خلق الله السماء والأرض. لذلك فإن كل ما خُلق فهو خُلق في البداية ، وستحتوي في الزمن على ما ، باعتباره كائنًا يُصنع ، موجودًا في البداية. لكن ، بالنسبة لي ، الصياد الأمي غير المتعلِّم مستقل عن الزمن ، غير مقيد بالعصور ، يتقدم إلى ما وراء كل البدايات. لأن الكلمة كانت ، كما هي ، ولم يحدها أي وقت ، ولم تبدأ فيها ، لأنها لم تصنع في البداية ، بل كانت كذلك. " [76]
- ألكوين : "لدحض أولئك الذين استنتجوا من ولادة المسيح في الزمان ، أنه لم يكن منذ الأزل ، يبدأ البشير الإنجيلي بخلود الكلمة ، قائلاً في البدء كان الكلمة." [76]
- ذهبي الفم : "لأنه صفة خاصة من صفات الله ، أن يكون أبديّ وبدون بداية ، فقد أرسى هذا أولاً: إذن ، لئلا يفترض من يسمع في البداية كان الكلمة ، أن  الكلمة غير مولود ، فقد حذر على الفور من هذا قائلا وكان الكلمة عند الله.[76]
- أيلاري أسقف بواتييه : "إنه منذ البداية مع الله: ومع أنه مستقل عن الزمن ، فهو ليس مستقلاً عن الخالق".[76]
- باسيليوس القيصري : "يكرر هذا مرة أخرى ، بسبب قول الرجال المجدقين ، أنه كان هناك وقت لم يكن فيه. أين كانت الكلمة إذن؟ الأشياء غير المحدودة لا يحتويها المكان. أين هو إذن؟ مع الله. لأن الآب لا يحده مكان ولا الابن محصور على الإطلاق. " [76]
- أوريجانوس : "من الجدير بالملاحظة ، أنه بينما يقال أن الكلمة تأتي [تُخلق] للبعض ، مثل هوشع وإشعياء وإرميا ، أما مع الله فلم تُخلق، كما لو أنه لم يكن معه من قبل. ولكن ، يقال أن الكلمة كانت دائمًا معه ، وكان الكلمة عند الله: لأنه منذ البداية لم يكن منفصلاً عن الآب. " [76]
- ذهبي فم : "لم يقل أنه كان في الله ، بل كان مع الله: يُظهر لنا الأبدية التي كانت له وفقًا لشخصه".[76]
- ثيوفيلكت الأوركيدي : "لقد أطاح هذا النص بالسابليانية. لأنه يؤكد أن الآب والابن والروح القدس هم شخص واحد يظهر أحيانًا كالآب وأحيانًا كالابن وأحيانًا كالروح القدس. ولكن من الواضح أن هذا النص يربكه ، والكلمة كان عند الله. لأن البشير الإنجيلي يعلن هنا أن الابن أقنوم (شخص) ، والله الآب آخر. " [76]
- أيلاري أسقف بواتييه : "لكن اللقب مطلق ، وخالٍ من نقيصة الفاعل الدخيل. قيل لموسى: إني قد جعلتك إلهًا لفرعون: (خروج 7: 1) ولكن أليس سبب إضافة الاسم ، عندما قيل ، لفرعون؟ يجعل موسى إلهًا لفرعون كي يخافونه ويتوسلونه ويعاقبهم ويشفيهم. وهناك فرق بين يُعطى لإله ، وأن يكون هو الله. أتذكر أيضًا تطبيقًا آخر للقب في المزامير ، لقد قلت ، أنتم آلهة. ولكن هناك أيضًا ما يعني ضمنيًا أن اللقب لم يُمنح ؛ وقلت إن إعطاءه يجعله بالأحرى عبارة المتحدث أكثر من لقب الشيء. ولكن عندما أسمع أن الكلمة هو الله ، لم أسمع الكلمة يقال إنها كذلك فحسب ، بل أدركت أنها أثبتت أنها ، الله. " [76]
- باسيليوس القيصري : "فَقَطَعَ اعتراض الْمُجَدِّفِينَ وَالسائلين مَا هِيَ الْكَلِمَةُ فَأَجَابَ وَالْكَلِمَةُ كَانَ اللهَ".[76]
- ثيوفيلكت الأوركيدي : "أو اجمعها هكذا. من كون الكلمة مع الله ، يترتب على ذلك بوضوح أن هناك شخصين. لكن هذين هما من طبيعة واحدة. وينبني على ذلك ، في الكلمة كان الله: ليبين أن الآب والابن هما من طبيعة واحدة ، كونهما من لاهوت واحد. " [76]
- أوريجانوس : "يجب أن نضيف أيضًا ، أن الكلمة تنير الأنبياء بالحكمة الإلهية ، في أنه يأتي إليهم ، ولكن هذا مع الله دائمًا ، لأنه هو الله. لهذا السبب وضع وكان الكلمة عند الله، قبل، وكان الكلمة الله. " [76]
- ذهبي الفم : "لا يفترض ، كما يفعل أفلاطون ، أن أحدًا هو العقل ، والآخر روح ؛ لأن الطبيعة الإلهية مختلفة تمامًا عن هذا. [. . . ] لكنك تقول إن الآب يُدعى الله مع إضافة أداة التعريف ، الابن بدونها. فماذا يقول لك عندما يكتب الرسول، الله العظيم ومخلصنا يسوع المسيح. (تي 2: 13) ومرة أخرى ، من هو فوق الكل ، الله ؛ (رومية 9: 5) والنعمة لكم والسلام من الله أبينا. (رومية 1: 7) بدون أداة التعريف؟ بالإضافة إلى ذلك ، كان من غير الضروري هنا إضافة ما قد أُضيف قبل ذلك بقليل. حتى لا يُستنتج من ذلك ، على الرغم من عدم إضافة الأداة للابن ، أنه بالتالي إله أدنى.[76]